# Philippe Contamine
Pour les articles homonymes, voir Contamine.
Philippe Contamine, né le 7 mai 1932 à Metz (Moselle) et mort le 26 janvier 2022 à Paris, est un enseignant-chercheur et historien français.
Professeur émérite, titulaire de 1970 à 2000 de chaires d'histoire médiévale à l'université Nancy-II, puis à l'université Paris-Nanterre et enfin à l'université Paris-Sorbonne, membre de l'Académie des inscriptions et belles-lettres de 1990 à 2022, il est spécialiste de la guerre et de la noblesse à la fin du Moyen Âge.

## Biographie
Fils de l'historien Henry Contamine, il a pour frère Claude Contamine. Il est le père de 3 enfants : Jérôme Contamine, homme d'affaires et magistrat à la Cour des comptes, Benoît et Anne-Sophie,. 
Philippe Contamine fait ses études secondaires à Caen (où son père enseigne à l'université), puis au lycée Hoche à Versailles et au lycée Louis-le-Grand (hypokhâgne et khâgne). Agrégé d'histoire en 1956, après avoir enseigné en lycée, il devient en 1960, après un bref passage au CNRS, assistant à la Sorbonne, où il soutient en 1969, sous la direction de Robert Boutruche, son doctorat ès lettres, avec une thèse intitulée Guerre, État et société à la fin du Moyen Âge. Études sur les armées des rois de France (1337-1494), publiée en 1972. Dès 1965, il rejoint l'université Nancy-II comme chargé d'enseignement puis maître de conférences et ensuite professeur d'histoire médiévale (1970). Il devient en 1973 professeur d'histoire du Moyen Âge à l'université Paris-Nanterre, puis à l'université Paris-IV de 1989 à 2000.
Ses premiers livres sont publiés dès les années 1960 et ont pour sujet la guerre au Moyen Âge, Azincourt (1964) et La guerre de Cent Ans (1968). Dans La Vie quotidienne pendant la guerre de Cent Ans : France et Angleterre, XIVe siècle (1976), il élargit son thème de recherche à l'économie, à la vie privée ou encore au pouvoir. Se penchant sur Jeanne d'Arc à partir des années 1980, il publie par la suite plusieurs ouvrages à son sujet. En 2017, il publie une biographie de référence sur le roi Charles VII.
Il succède à Régine Pernoud à la direction du Centre Jeanne-d'Arc d'Orléans en 1985, fonction qu'il occupe jusqu'en 1989. En 2001, il succède à Raymond Polin à la direction de la Fondation Thiers, fonction qu'il conserve jusqu'en 2010.
Il est membre de la Société nationale des antiquaires de France, de la Royal Historical Society et de la Société de l'histoire de France. Il est également membre du Comité des travaux historiques et scientifiques, du comité scientifique de l’Istituto internazionale di Storia economica Francesco Datini de Prato, du conseil d'administration de la Société française d'archéologie, du conseil scientifique de l’École nationale des chartes, du conseil d'administration du musée de l'Armée, du Comité pour l'Histoire économique et financière de la France et du conseil scientifique du centre d'études d'histoire de la défense. Il est docteur honoris causa de l'université de Potsdam.
Élu en 1990 à l'Académie des inscriptions et belles-lettres au fauteuil de Paul Lemerle,, il est membre élu de l'Academia Europaea à partir de 1993 et président de la Société de l'histoire de France en 2005.
Philippe Contamine meurt le 26 janvier 2022 à Paris à l'âge de 89 ans, et est inhumé au cimetière du Le Breuil-Bernard.

## Publications

### Ouvrages
- Azincourt, Paris, Julliard, coll. « Archives » (no 5), 1964, 195 p.

- La guerre de Cent ans, Paris, Presses universitaires de France, coll. « Que sais-je ? histoire-géographie » (no 1309), 2010, 9e éd. (1re éd. 1968), 126 p. (ISBN 978-2-13-058322-6, présentation en ligne).
- Guerre, État et société à la fin du Moyen Âge : études sur les armées des rois de France, 1337-1494, t. 1, Paris, École des hautes études en sciences sociales, coll. « Les réimpressions des Éditions de l'École des hautes études en sciences sociales », 2003 (1re éd. 1972, Mouton), XXXVIII-450 p. (ISBN 2-7132-1816-0, présentation en ligne, lire en ligne), [présentation en ligne], [présentation en ligne].
- Guerre, État et société à la fin du Moyen Âge : études sur les armées des rois de France, 1337-1494, t. 2, Paris, École des hautes études en sciences sociales, coll. « Les réimpressions des Éditions de l'École des hautes études en sciences sociales », 2004 (1re éd. 1972, Mouton), 757-V p. (ISBN 2-7132-1816-0, lire en ligne). Prix Gobert 1973 de l’Académie des inscriptions et belles-lettres.
- La Vie quotidienne pendant la guerre de Cent ans : France et Angleterre (XIVe siècle), Paris, Hachette, coll. « La Vie quotidienne », 1976, 287 p. (ISBN 2-01-002961-5, présentation en ligne).

- La Guerre au Moyen Âge, Paris, Presses universitaires de France, coll. « Nouvelle Clio. L'Histoire et ses problèmes » (no 24), 1980, 516 p. (ISBN 2-13-036308-3, présentation en ligne).

- Des pouvoirs en France, 1300-1500, Paris, Presses de l'École normale supérieure, 1992, 270 p. (ISBN 2-7288-0174-6, présentation en ligne), [présentation en ligne].
- De Jeanne d'Arc aux guerres d'Italie : figures, images et problèmes du XVe siècle, Orléans, Paradigme, coll. « Varia » (no 16), 1994, 288 p. (ISBN 2-86878-109-8, présentation en ligne).

- La noblesse au royaume de France, de Philippe le Bel à Louis XII : essai de synthèse, Paris, Presses universitaires de France, coll. « Moyen Âge », 1997, 385 p. (ISBN 2-13-048763-7, présentation en ligne), [présentation en ligne], [présentation en ligne].
- Pages d'histoire militaire médiévale (XIVe – XVe siècles), Paris, Institut de France, coll. « Mémoires de l'Académie des inscriptions et belles-lettres » (no 32), 2005, XIII-342 p. (ISBN 2-87754-161-4, présentation en ligne), [présentation en ligne], [présentation en ligne].
- Jeanne d'Arc. Histoire et dictionnaire (avec Olivier Bouzy et Xavier Hélary), Paris, Robert Laffont, coll. « Bouquins », 2012, 1214 p. (ISBN 978-2-221-10929-8, présentation en ligne).
- Charles VII : une vie, une politique, Paris, Perrin, 2017, 560 p. (ISBN 978-2-262-03975-2, présentation en ligne). Prix du Figaro Histoire et de la chaîne Histoire[9],[1].

### Direction d'ouvrages
- Philippe Contamine (dir.), L'État et les aristocraties (France, Angleterre, Écosse) XIIe – XVIIe siècles : actes de la table ronde, Maison française d'Oxford, 26 et 27 septembre 1986, Paris, Presses de l'École normale supérieure, 1989, 396 p. (ISBN 2-7288-0140-1, présentation en ligne, lire en ligne).
- Philippe Contamine (dir.), Charles Giry-Deloison (dir.) et Maurice H. Keen (dir.), Guerre et société en France, en Angleterre et en Bourgogne, XIVe – XVe siècle, Villeneuve-d'Ascq, Centre d'histoire de la région du Nord et de l'Europe du Nord-Ouest, coll. « Histoire et littérature régionales » (no 8), 1991, 360 p. (ISBN 2-905637-11-0, présentation en ligne, lire en ligne).
- Philippe Contamine (dir.), Histoire militaire de la France, vol. 1 : Des origines à 1715, Paris, Presses universitaires de France, 1992, XIII-632 p. (ISBN 2-13-043872-5, présentation en ligne), [présentation en ligne], [présentation en ligne] Réédition : Philippe Contamine (dir.), Histoire militaire de la France, vol. 1 : Des origines à 1715, Paris, Presses universitaires de France, coll. « Quadrige » (no 251), 1997, 648 p., poche (ISBN 978-2-13-048906-1).
- Philippe Contamine (dir.) et Olivier Mattéoni (dir.), La France des principautés : les Chambres des comptes, XIVe  et  XVe siècles : colloque tenu aux archives départementales de l'Allier, à Moulin-Yzeure, les 6, 7 et 8 avril 1995, Paris, Ministère de l'économie, des finances et de l'industrie, Comité pour l'histoire économique et financière de la France / Imprimerie nationale, coll. « Histoire économique et financière de la France. Animation de la recherche », 1996, XXXVII-310 p. (ISBN 2-11-088976-4).
- Philippe Contamine ( éd.) et Olivier Mattéoni ( éd.), Les Chambres des comptes en France aux XIVe  et  XVe siècles, Paris, Ministère de l'économie, des finances et de l'industrie, Comité pour l'histoire économique et financière de la France, coll. « Histoire économique et financière de la France. Recueil de documents », 1998, X-249 p. (ISBN 2-11-090082-2, présentation en ligne, lire en ligne).
- Geneviève Contamine (dir.) et Philippe Contamine (dir.), Autour de Marguerite d'Écosse : reines, princesses et dames du XVe siècle, Paris, Honoré Champion, coll. « Études d'histoire médiévale » (no 4), 1999, 262 p. (ISBN 2-7453-0114-4, présentation en ligne).
- Philippe Contamine (dir.), Histoire de la France politique, vol. 1 : Le Moyen Âge : le roi, l'Église, les grands, le peuple, 481-1514, Paris, Éditions du Seuil, coll. « L'Univers historique », 2002, 521 p. (ISBN 2-02-033248-5). Réédition : Philippe Contamine (dir.), Histoire de la France politique, vol. 1 : Le Moyen Âge : le roi, l'Église, les grands, le peuple, 481-1514, Paris, Éditions du Seuil, coll. « Points. Histoire » (no H367), 2006, 613 p., poche (ISBN 2-7578-0186-4).
- Philippe Contamine (dir.), Jean Kerhervé (dir.) et Albert Rigaudière (dir.), Monnaie, fiscalité et finances au temps de Philippe le Bel, Paris, Comité pour l'Histoire économique et financière, coll. « Histoire économique et financière de la France. Animation de la recherche », 2007, 318 p. (ISBN 978-2-11-095382-7, lire en ligne).

## Décorations et distinctions
Officier de l'ordre national de la Légion d'honneur, il est promu au grade de commandeur le 31 décembre 2021 mais meurt peu après.
- Commandeur de l'ordre des Palmes académiques
- Officier de l'ordre des Arts et des Lettres
- Croix d'officier de l'ordre du Mérite